# Netvibes
Netvibes.com — настраиваемая домашняя страница. Поддерживает линейки браузеров IE, Mozilla, Opera и Safari.

## Модули NetVibes
- поиск с помощью Google, Yahoo и др.,
- прогноз погоды в выбранном регионе,
- проверка почты для Gmail и Yahoo! Mail с выводом заголовков входящих писем,
- модуль для проверки почты по протоколу РОР3.
- быстрые заметки,
- просмотр фотографий Flickr,
- простые онлайновые закладки,
- модуль для работы с закладками del.icio.us,
- просмотр публичных календарей в формате iCal, например Google Calendar, Kiko, Remember The Milk и др.,
- панель активных дел ToDo,
- чтение избранных и самых рейтинговых статей сайта Digg по выбранным категориям,
- работа с предложениями онлайн аукциона eBay.

## История
- 15 сентября 2005 — Открытие Netvibes
- 7 апреля 2006 — Вышла новая версия NetVibes под кодовым названием Anise.
- 16 апреля 2006 — FeedBurner заметил NetVibes.
- 30 сентября 2006 — Вышла новая версия NetVibes под кодовым названием Cinnamon.
- 21 декабря 2006 — Вышла Русская версия NetVibes.
- 27 января 2007 — NetVibes взял первое место конкурса «Dutch Web 2.0 Awards» в категории «Best International App».
- 28 февраля 2007 — Вышла новая версия NetVibes под кодовым названием Coriander.
- 9 марта 2007 — NetVibes анонсировал UWA (Universal Widget API).
- 27 июня 2007 — NetVibes выиграл 2007 Webware 100 Award.
- 10 июля 2007 — журнал Time выбрал NetVibes одним из 50 Архивная копия от 12 июля 2007 на Wayback Machine лучших сайтов 2007 года !.